# Micheál Martin
Micheál Martin (irlandès: Mícheál Ó Máirtín)  (Cork, 16 d'agost de 1960) és un polític irlandès, líder de Fianna Fáil des de gener de 2011 i Taoiseach des de juny de 2020. Ha sigut Teachta Dála (TD) per la circumscripció de Cork South-Centra des de 1989. També ha sigut líder de l'oposició entre 2011 i 2020, Ministre d'Afers Exteriors entre 2008 i 2011, Ministre d'Empresa, Comerç i Ocupació entre 2004 i 2008, Ministre de Salut i Infantesa entre 2000 i 2004, ministre d'Educació i Ciència i Alcalde de Cork entre 1992 i 1993.
Mentre era Ministre de Salut i Infantesa l'any 2004, va introduir la prohibició de fumar tabac en el lloc de treball, primer pís en introduir aquesta prohibició, i va establir el servei públic de salut Health Service Executive (HSE). Com a Ministre d'Exteriors, l'any 2009, va viatjar a Amèrica Llatina per primera vegada, i feu la primera visita oficial a Cuba per un ministre irlandès. Aquell mateix any, va anar a Khartum pel segrest de Sharon Commins, voluntària, i a seua col·lega Hikda Kawuki. L'any 2010, esdevingué el primer ministre d'exteriors occidental en visitar Gaza des que Hamas prenguera el control l'any 2007.
En gener de 2011, Martin dimití com a Ministre d'Afers Exteriors i fou triat huité líder de Fianna Fáil després de la dimissió de Cowen. En les eleccions de 2011, Martin va encapçalar el partit al seu pitjor resultat en els 85 anys d'història, amb la pèrdua de 57 escons i una caiguda del seu percentatge de vot fins al 17,4%. En les eleccions de 2016, els resultats de Fianna Fáil van millorar de manera significativa, més que doblant la representació al Dáil passant de 20 a 44 escons. En les eleccions de 2020, Fianna Fáil aconseguí la primera plaça amb 37 escons. Va ser designat Taoiseach el 27 de juny de 2020, liderant una gran coalició amb l'etern rival Fine Gael i el Partit Verd en un acord històric. Sota els termes de l'acord, el predecessor de Martin, Leo Varadkar, esdevé Tánaiste, i s'intercanviaran els rols en desembre de 2022.

## Biografia
Martin va nàixer l'any 1960 a Cork fill d'un antic soldat de les Forces de Defensa d'Irlanda, treballador de Córas Iompair Éireann, l'empresa pública de transport, i boxejador internacional, i Eileen Corbett. Era el tercer fill d'una família de cinc fills, el germà major i el seu bessó s'han implicat en la vida política local de Cork, mentre que les seues dues germanes han romàs sense participar en política.
Va ser estudiant art a la Universitat de Cork que es va implicar en política. Va esdevindre un membre destacat de les joventuts de Fianna Fáil, Ógra Fianna Fáil, on va ocupar la presidència de l'organització. Després de graduar-se va fer un postgrau en història política. Així també, va fer un postgrau en educació i va començar la seua carrera professional com a professor d'història.

## Carrera política primerenca
Micheál Martin va ser triar en la corporació local de Cork en les eleccions de 1985 com a candidat de Fianna Fáil. Des d'aquesta base local, va decidir llançar-se a la política nacional dos anys més tard. Així, Martin va ser un dels 4 candidats que presentà Fianna Fáil en la circumscripció de Cork South-Central en les eleccions generals de 1987, tanmateix, va quedar últim dels 4 candidats i no aconseguí ser triat. L'any 1988 va ser triar membre de l'executiva nacional del partit.
L'any 1989, el Taoiseach Charle Haughey va convocar eleccions anticipades, i Martin també va ser nominat pel partit en la circumscripció de Cork South-Central, però en aquesta ocasió sí que aconseguí ser triat. Ha sigut re-elegit des d'aleshores.
En els seus primers anys com a TD, Martin va participar en diverses comissions de l'Oireachtas. Així mateixa, va ser nomenat Alcalde de Cork l'any 1992. El mes de desembre de 1994, Bertie Ahern va ser triar nou líder de Fianna Fáil, després de la pèrdua del govern per part del partit, i Martin va ser nomenat Portaveu d'Educació i Gaeltacht.

## Carrer política al govern (1997-2011)

### Ministre d'Educació i Ciència (1997-2000)
Quan Fianna Fáil va tornar al poder després de les eleccions generals de 1997, Martin va ser nomenat Ministre d'Educació i Ciència. Amb 36 anys, era el membre més jove del primer gabinet de Bertie Ahern. El seu mandat es va caracteritzar per l'increment en la despesa pública en tots els nivells d'educació mentre hi posava en marxa un gran nombre d'iniciatives com la revisió del currículum d'escola primària i la introducció d'assistents per necessitats especials.

### Ministre de Salut i Infància (2000-2004)
En la reorganització del gabinet de gener de 2000, Martin va ser designat Ministre de Salut i Infància. El predecessor, Brian Cowen, va descriure la posició «com estar a Angola», perquè la gran quantitat de «mines terrestres» poden esclatar en qualsevol moment.
Malgrat la dura oposició, va introduir la prohibició en fumar tabac en tots els llocs de treball. Aquesta prohibició es va introduir el 29 de març de 2004, fent a Irlanda el primer país en introduir una legislació d'aquestes característiques. Així, se li entregà un premi per la Societat Respiratòria Europea a Glasgow el 4 de setembre de 2004, pel seu treball en aquesta prohibició.
Implementà una revisió del sistema de salut, que va incloure l'abolició de les taules de salut i va establir el servei sanitàri irlandès. A més, va desregularitzar el sistema de farmàcies d'Irlanda.
L'octubre de 2004, va prometre examinar els casos de simfisiotomia en els hospitals irlandesos que ocorregueren entre els anys 40 i 50, i va oferir sanitat pública a aquelles persones afectades.

### Ministre d'Empresa, Comerç i Ocupació (2004-2008)
El mes de setembre de 2004, va intercanviar la seva posició al govern amb Mary Harney i va esdebindre Ministre d'Empresa, Comerç i Ocupació. En aquesta posició, va abolir el decret que prohibia vla venda d'aliments i provisions per sota del preu de cost.
El 29 de febrer de 2008 li van enviar unes cartes amb amenaces de mort i cartutxos, d'un grup autodenominat com la Força de Defensa de Ciutadans Irlandesos.

### Ministre d'Afers Exteriors (2008-2011)
Després de la dimissió de Bertie Ahern com a Taoiseach en maig de 2008, Martin va donar suport a Brian Cowen en la seua intenció de liderar Fianna Fáil.
En la reorganització del gabinet de 13 de maig de 2008, després de l'elecció de Brian Cowen com Taoiseach, Martin va esdevindre Ministre d'Afers Exteriros. Així, va liderar la campanya del govern en el referèndum del Tractat de Lisboa, que malgrat el fet que tant govern com oposició, majoritàriament, donaven suport al vot afirmatiu, l'electorat va rebutjar la reforma i va sumir al govern en una crisi política.
El mes de febrer de 2009, Martin va viatjar a Amèrica Llatina per primera vegada, fent parada a Mèxic i L'Havana, era la primera vegada que un ministre irlandès visitava oficialment Cuba. El mes de setembre del mateix any, va viatjar a Khartum per gestionar el segrest de dues ciutadanes irlandeses per part del govern sudanès.

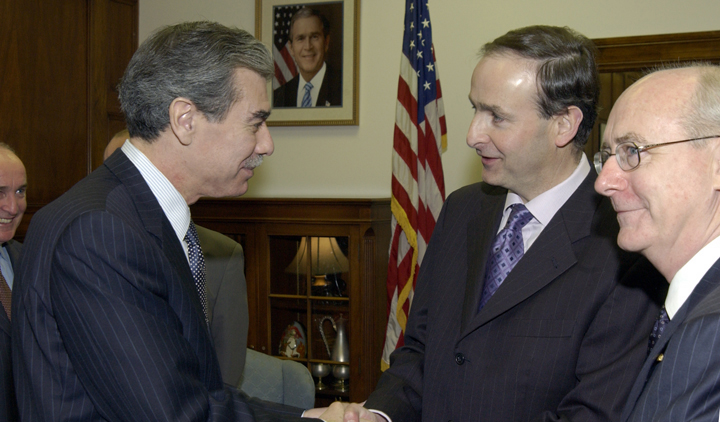
Martin amb el Secretari de Comerç dels Estats Units Carlos Gutiérrez

El mes de febrer de 2010, va defendre la inversió de 4,4 milions d'euros per a la remodelació de l'ambaixada irlandesa a Ottawa, Canadà. A Brussel·les, el 22 de febrer de 2010, va qüestionar al ministre d'Afers Exteriors d'Israel sobre l'ús de passaports irlandesos fraudulents en l'assassinat de Mahmoud al-Mabhouh.
El 17 de març de 2010, va conéixer el President dels Estats Units Barack Obama a la Casa Blanca, junt al Taoiseach Brian Cowen. El 26 de maig de 2010 es va reunir amb líders xinesos a Beijing per discutir les relacions entre la Xina i la república, abans d'anar a Xangai a visitar el pbelló d'Irlanda per l'Exposició Internacional de 2010.
El 28 de juny de 2010, va començar un viatge de cinc dies per Uganda i Etiòpia.

#### Crítiques al bloqueig de Gaza.
Com a Ministre d'Afers Exteriors, Martin fou crític amb el bloqueig de Gaza, particularment, després que se li denegara l'accés a la zona l'any 2009. Escrigué a Espanya (com a president de la UE en aquell moment) per suggerir que l'UE enviara un equip de ministres d'afers exteriors a l'àrea l'any 2010. Va visitar la zona el 25 de febrer de 2010, en una missió humanitària d'un dia a través de la frontera egipcia. Llavors, va esdevindre el primer ministre d'exteriors occidental en visitar Gaza des que Hamas prengué el control l'any 2007. Estant a Gaza, el ministre va visitar hospital i escoles.
També era Ministre d'Afers Exteriors durant la incursió de la flotilla de Gaza i les seues conseqüències. Exposà al Dáil Éreann que havia demanat al govern israelí que permetera a MC Rachel Corrie entregar les mercaderies d'ajuda a Gaza en compte d'implicar-se en més vessament de sang.

## Lideratge de Fianna Fáil (2011-2020)

### 2011
Arran d'una entrevista en la ràdio de RTÉ el mes de setembre de 2010, es començaren a qüestionar les habilitats i el judici polític de Brian Cowen. Encara que Cowen aconseguí resistir, Martin, junt a altres membres del gabinet, van mostrar la intenció de liderar el partit si sorgia l'oportunitat. Mentre que alguns diputats i senadors demanaven que Cowen se n'anara, cap membre del gabinet va desafiar públicament al Taoiseach. No obstant això, Martin va tornar a expressar la seua intenció de presentar-se a presidir el partit si es donava la situació.
El 16 de gener de 2011, Martin va anunciar que votaria en contra de Brian Cowen en la propera moció de confiança del seu lideratge en el partit. Oferí la seua dimissió com a Ministre d'Afers Exteriors, però aquesta va ser rebutjada per Cowen. Després de la moció de confiança, que Cowen va guanyar, la dimissió va ser acceptada per l'encara líder.
El 22 de gener de 2011, quasi una setmana després de guanyar la moció de confiança, Brian Cowen anuncià que deixava el lideratge de Fianna Fáil, però romandria com a Taoiseach. En un programa especial de les notícies de RTÉ d'aquell dia, un nombre destacat de TDs i senadors donaren suport públicament Martin en les primàries del partit. Més tard, Micheál Martin va anunciar la intenció d'aconseguir el suport per ser el nou líder del partit. Ràpidament, va ser vist com el candidat principal, però també es presentaren altres candidats a aquestes eleccions internes, com Éamon Ó Cuív.
El 26 de gener de 2011, el grup parlamentari de Fianna Fáil es va reunir per triar el nou líder, i Micheál Martin va ser triat en la tercera ronda quan aconseguí 50 vots. Va prometre revitalitzar Fianna Fáil des de les seues arrels centrals i tradicionals, creent que Fianna Fáil mai s'ha dirigit a la població irlandesa en termes d'esquerra i dreta.
Martin va liderar Fianna Fáil en les eleccions generals de 2011, on Fianna Fáil va patir la major derrota d'un partit sortint del govern en la història de la república irlandesa. El partit va perdre la meitat de vots de primera preferència i 57 escons del parlament, el pitjor resultat en els 85 anys d'història del partit. Fianna Fáil va acabar tercer amb 20 escons, la primera vegada que no quedava primer en unes eleccions en 79 anys.
Martin i el partit s'esperaven una derrota i no poder continuar governant, tanmateix, el grau de derrota els va sorprendre ja que esperaven mantindre, almenys, 30 escons. Llavors, Martin es va comprometre a renovar el partit en tots els nivells.
Durant les eleccions al Seanad, Martin va recomar el vot per 10 candidats amb l'ànim de renovar el grup parlamentari, però aquesta proposta va causar malestar entre els regidors i els senadors sortints de Fianna Fáil. Només 5 dels 10 recoamant foren triats, encara que el partit va aconseguir uns resultats millors dels esperats.
En una enquesta de setembre de 2011, la intenció devovt de Fianna Fáil va caure al 10%, uns quants punts per sota dels seus resultats de les eleccions de febrer de 2011.

### 2016-2018
En 2016, va criticar els plans de Fine Gael de reduir l'impost sobre la renda d'Irlanda a nivells similars als dels Estats Units.
A les eleccions generals de 2016, Martin va liderar Fianna Fáil fins a una lleugera recuperació, aconseguint 44 escons de 158. Així mateixa, va ser nominat per ser Taoiseach, però cap dels nominats va rebre els vots necessaris.
En gener de 2018, Martin va declarar que donaria suport al relaxament de les normes irlandeses sobre l'avortament, citant «inflexibilitat cruel i conseqüències no desitjades». Específicament, va dir que ell votaria a favor de rebutjar la Huitena Esmena i permetre l'avortament a petició fins al primer trimestre, causant un poc de conflicte intern dintre de Fianna Fáil. 31 dels parlamentaris i senadors del partit van posar en una fotografia mostrant la seva oposició al rebuig d'aquesta esmena, més de la meitat del grup parlamentari donant suport al vot en contra de reformar l'esmena en el referèndum.
L'octubre de 2018, hi hagué confusió quan Sorcha McAnespy digué que Martin li havia traslladat que era la propera candidata de Fianna Fáil al nord, cosa que el partit va desmentir.
El mes de novembrbe de 2018, Varadkar i Martin debateren sobre els increment en l'impost sobre el carboni en el Dáil provocant, quasi, un ajornament del debat parlamentari al dia següent.Martin va renegociar l'acord de suport parlamentari a Fine Gael, i el mes de desembre del 2018, Martin va descartar unes eleccions generals a l'any de 2019, acordant l'extensió del seu pacte amb Fine Gael en nom de l'interès nacional d'Irlanda.

## 15è Taoiseach (2020-2022)
El 27 de juny de 2020, Martin va ser triat Taoiseach, en un acord de coalició històric que coaligava el seu partit Fianna Fáil amb el Partit Verd i l'històric rival, Fine Gael. Una majoria de 93 parlamentaris del Dáil va votar a favor seua, mentre que 63 votaren en contra. Arran de l'acord de govern, Leo Varadkar va esdevenir Tánaiste en el govern de Martin, i s'intercanviarien papers el mes de desembre de 2022, aproximadament, després de dos anys i mig de les eleccions en una legislatura de 5 anys.

## Segon terme com a Taoiseach (2025-)
Després de les eleccions al Dáil Éireann de 2024 Micheál Martin va repetir l'acord de taoiseach rotatiu amb Leo Varadkar del Fine Gael, que havia assolit amb Fianna Fáil després de les eleccions al Dáil Éireann de 2020. Martin romandrà en el seu nou paper durant tres anys, i Simon Harris del Fine Gael es farà càrrec el novembre de 2027.